# 李郁于
李郁于（？—723年），《资治通鉴》作李郁干，是契丹大贺氏首领，唐朝松漠都督府都督，窟哥的孙子，李娑固的堂弟。
开元八年（720年），李娑固被部下静析军副使可突于所杀，可突于立李郁于为主，遣使者向唐朝谢罪。唐玄宗册立李郁于，令他承袭李娑固官爵，为松漠都督府都督，赦免可突于之罪。开元十年（722年），李郁于入朝赴长安（今陕西西安）请婚。唐玄宗封堂妹夫、率更令慕容嘉宾的女儿为燕郡公主嫁给他，仍封李郁于为松漠郡王，授左金吾卫员外大将军、兼静析军经略大使，赐物千段，李郁于是第三个迎娶唐朝公主的契丹首领，燕郡公主是第二个嫁给契丹的唐朝公主。李郁于回到松漠，可突于又入朝，唐玄宗拜可突于左羽林将军，唐玄宗带着可突于一起驾幸并州。开元十一年（723年），李郁于病死，其弟李吐于袭爵。
| 前任： 李娑固 | 契丹首领 松漠都督府都督 720年—723年 | 繼任： 李吐于 |